# 村田純一 (実業家)
村田 純一（むらた じゅんいち、1935年10月19日 - ）は、日本の実業家。村田機械会長、京都商工会議所名誉会頭、京都文化交流コンベンションビューロー理事長、国立京都国際会館副理事長を務めている。

## 経歴・人物
京都府京都市出身。1958年に慶應義塾大学法学部を卒業し、アメリカのバブソン大学大学院での修了を経て、1960年に村田機械に入社した。
1970年に社長に就任し、2003年から会長に就任した。この間、1999年から2004年まで日本繊維機械協会会長を務めた。
2001年から2007年までに京都商工会議所会頭や日本商工会議所副会頭を務め、「古典の日」の制定を宣言するなど古典の普及にも力を入れ、退任後、京都商工会議所名誉会頭。
2006年に京都文化交流コンベンションビューローが設立されると初代理事長に就任。国立京都国際会館副理事長等も務めた。